# Germán Quiroga Gómez
Germán Quiroga Gómez (* 1951 in La Paz) ist ein ehemaliger bolivianischer Politiker.

## Leben
Germán Quiroga Gómez studierte Wirtschaftswissenschaften. Er war Mitglied des Movimiento Nacionalista Revolucionario (MNR) während des Übergangs zur Demokratie und Funktionär in der Jugendorganisation der MNR.
1979 war er NachrückAbgeordneter für einen Wahlkreis in La Paz, kam aber nicht zum Einsatz.
1980 unter der Regierung von Luis García Meza Tejada leitete er die Verwaltung des Innenministeriums, das sein Cousin Luis Arce Gomez als Innenminister leitete.
1989 wurde Abgeordneter für das Departamento Cochabamba aus dem seine Familie stammte.
1993 wurde er für einen Wahlkreis Departamento La Paz wiedergewählt.
Unter der Regierung von Gonzalo Sánchez de Lozada war er von 1993 bis 1994 Innenminister.
Am 16. Dezember 1994 trat er als Innenminister zurück und wurde er von Carlos Sánchez Berzain abgelöst.
Er war auf einer Fotografie mit Pier Luigi Pagliai und Luigi Dellachiae (novios de la muerte Söldner von Klaus Barbie) abgebildet.
Von 1996 bis 1997 war er unter der Regierung von Gonzalo Sánchez de Lozada Präfekt des Departamento de La Paz. Das Amt des Präfekten unterband, dass er bei den folgenden Parlamentswahlen kandidierte, und er wurde Wirt.